# 2e rocade d'Oran
 (août 2025).
La 2e rocade d'Oran, aussi appelée 5e périphérique ou Route de port, est une voie autoroutière de 22 km à 2 x 2 voies qui relie le port d'Oran à la Pénétrante d'Oran en évitant la ville. Elle a pour but de diminuer l'encombrement des autres routes d'Oran et d'aider au développement de la wilaya d'Oran.

## Sorties
Entrée de la rocade au niveau de W75 à Belgaid
 N11 Intersection Bir El Djir / Mostaganem
 W46 Intersection Hassi Bounif / Sidi Maarouf
 W35 Intersection El Braya / Sidi Chami
 Échangeur entre 2e rocade d'Oran, A62 et N4 au niveau de El Kerma

## En projet
Extension de la rocade jusqu'au port d'Oran prévue pour juin 2024.